# Hjóka
Hjóka (japonsky 氷菓) je japonský mysteriózní román z roku 2001, který napsal Honobu Jonezawa. Je prvním dílem v knižní sérii Koten-bu (japonsky 古典部). Mezi lety 2002 a 2006 bylo vydáno dalších pět knih, přičemž sedmá kniha v pořadí bude teprve vydána. Od března 2012 vychází v časopisu Šónen Ace nakladatelství Kadokawa Šoten manga adaptace ilustrátora Taskóna, která byla souhrnně vydána ve třinácti svazích tankóbon. Na motivy románu vznikl také 22dílný televizní anime seriál režiséra Jasuhira Takemoty, který vyrobilo studio a Kyoto Animation. Seriál byl premiérově vysílán od 22. dubna do 16. září 2012. Stejnojmenný hraný film, jenž režírovala Mari Asato a ve kterém účinkovali Kento Jamazaki a Alice Hirose, byl vydán 3. listopadu 2017.